# My Grandmother Ironed the King’s Shirts
My Grandmother Ironed the King’s Shirts (französisch Ma grand-mère repassait les chemises du roi, übersetzt ‚Meine Großmutter bügelte die Hemden des Königs‘) ist ein kanadischer Kurz-Trickfilm aus dem Jahr 1999. Es handelt sich um das Regiedebüt von Torill Kove. Der Film wurde 2000 für einen Oscar als „Bester animierter Kurzfilm“ nominiert, konnte sich jedoch nicht gegen The Old Man and the Sea durchsetzen.

## Handlung
Die Erzählerin berichtet von ihrer Großmutter und den mit ihr verwobenen Ereignissen in Norwegen. Als sich die Norweger 1905 dafür entschieden, wieder eine Monarchie zu werden, wurde unter einer Vielzahl von Bewerbern um den Thron der Däne Carl von Glücksburg, Prinz von Dänemark, als Haakon VII. norwegischer König. Er zog mit Frau und Kind ins Königsschloss in Oslo ein, hatte jedoch bald ein Problem: Keiner der drei konnte Hemden bügeln und so führte ein öffentlicher Auftritt in zerknitterten Hemden zu Irritationen in der Öffentlichkeit. Die Königsfamilie gab also ihre Hemden in eine Wäscherei, in der die Großmutter der Erzählerin arbeitete. Lange bemerkte sie nicht, wessen Hemden sie bügelte, entdeckte jedoch irgendwann das Königsemblem auf einem Hemd, folgte dem Hemdenabholer und sah, wie er im Schloss verschwand. Von da an erzählte sie jedem, den es interessieren könnte, dass sie die Hemden des Königs bügelt. So lernte sie auch ihren Ehemann kennen.
Als Norwegen 1940 im Zweiten Weltkrieg besetzt wurde, floh der König aus Oslo und die Großmutter musste nun die Oberhemden der Nationalsozialisten bügeln. Zusammen mit anderen Wäschereien entwickelte sie dabei ein konspiratives Netz und manipulierte regelmäßig die Oberhemden der Nazis, riss Knöpfe ab oder sengte Löcher hinein. Als die Besatzer flohen, taten sie es auch, weil sie keine ganzen Hemden mehr hatten. Die Großmutter wurde für ihren Widerstand vom König ausgezeichnet und umarmte ihn bei der Verleihung herzlich. Zwar bügelte sie auch nach Kriegsende noch einige Jahre Hemden, doch erwiesen sich die 1960er-Jahre als zu fortschrittlich für ihr Handwerk, sodass sie es – bis auf den privaten Bereich – aufgab.